# Dereń jadalny

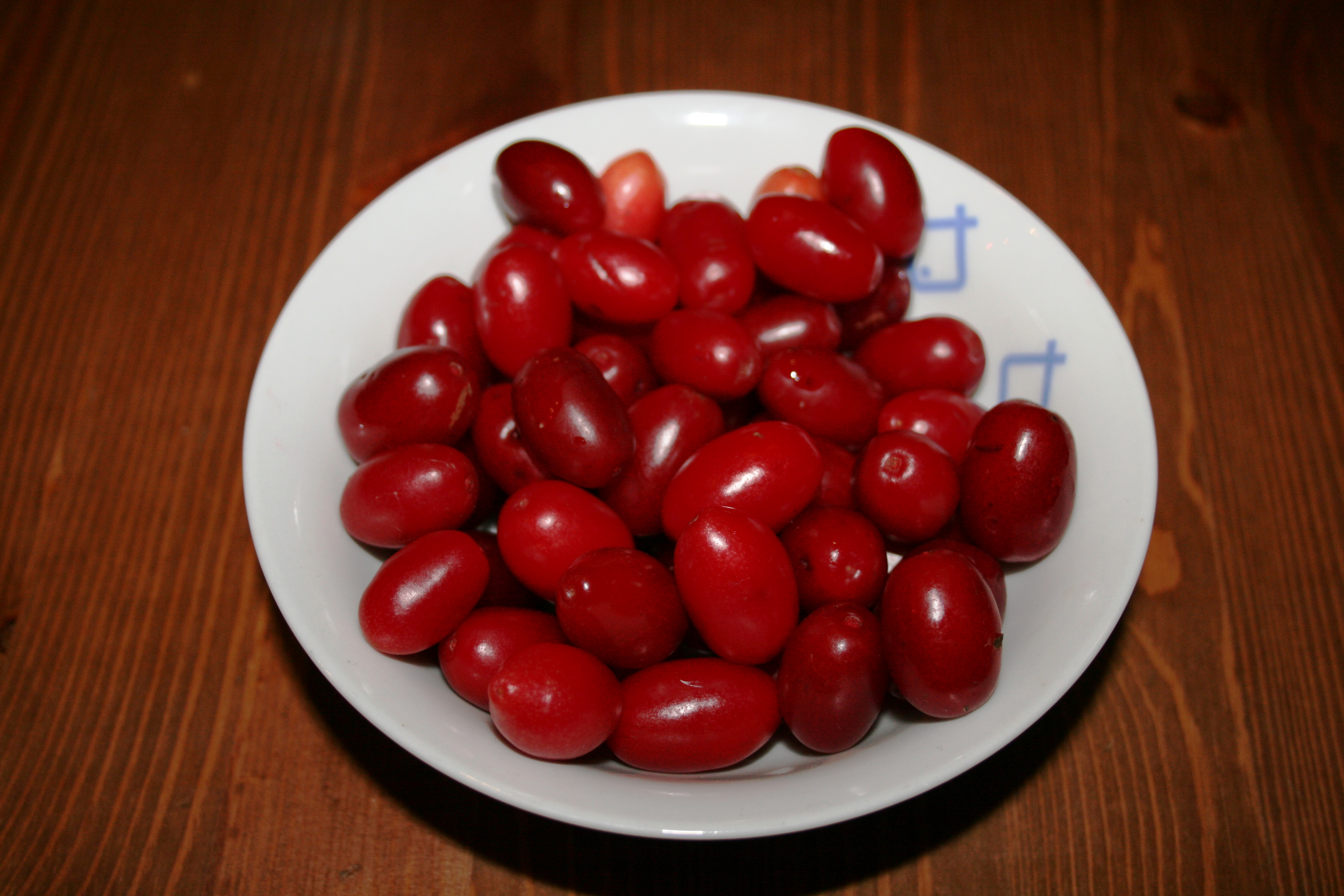
Owoce

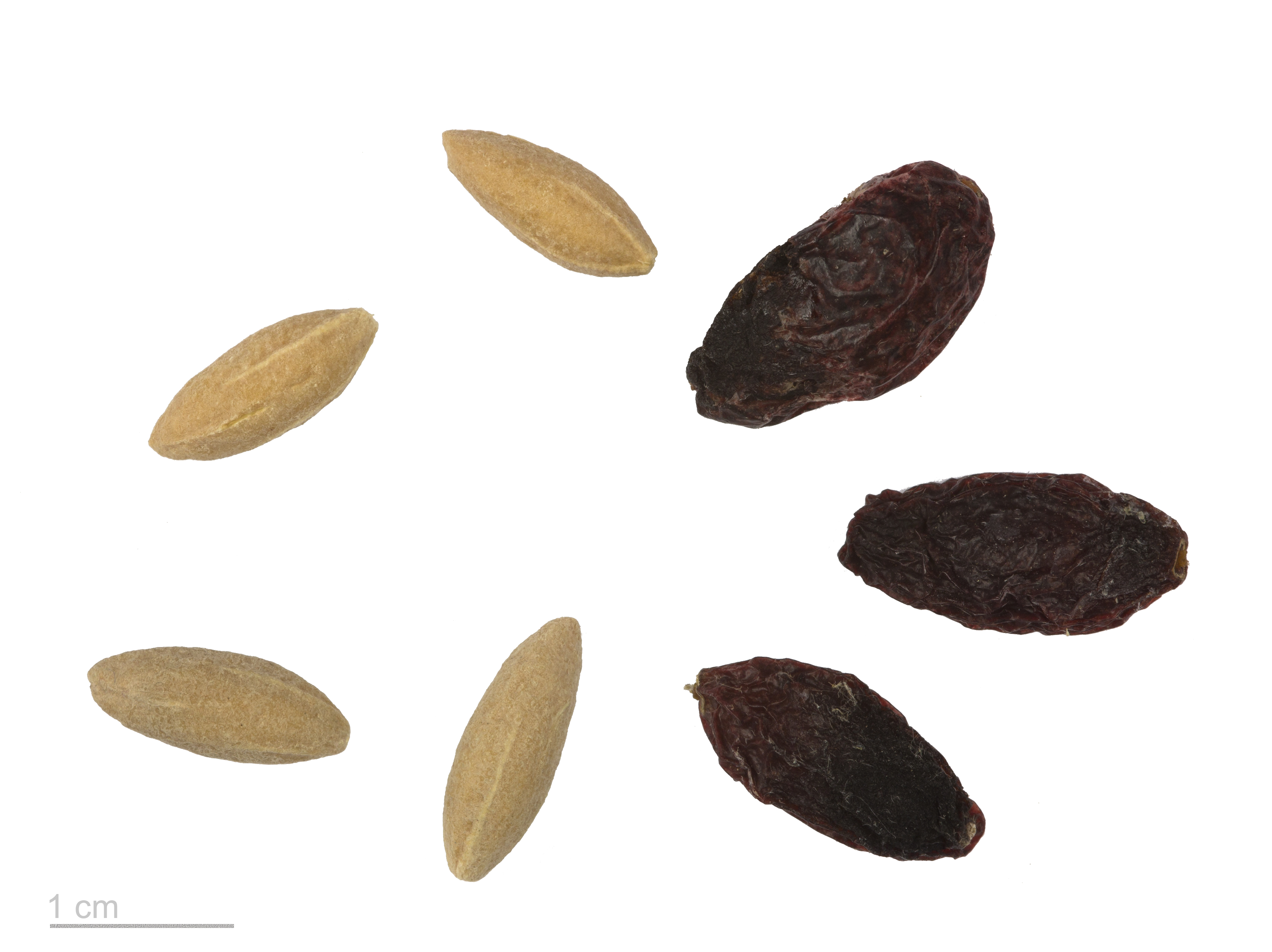
Nasiona i suche owoce

Dereń jadalny, dereń właściwy (Cornus mas L.) – gatunek rośliny z rodziny dereniowatych. Pochodzi ze środkowej i południowo-wschodniej Europy i zachodniej Azji, jest uprawiany na świecie, w tym w Polsce.

## Morfologia
PokrójTworzy rozłożysty krzew lub małe drzewo. W zależności od formy wzrostu osiąga od 3 do 10 metrów wysokości.
LiścieUlistnienie naprzeciwległe, liście jajowato-eliptyczne o długości 5–10 cm, długo zaostrzone, pod spodem w kątach nerwów biało wełniasto owłosione.
KwiatyDrobne, zebrane w nieduże, kuliste baldachy z 4 podsadkami bocznie umieszczonymi i rozwijającymi się jeszcze przed rozwojem liści. Termin kwitnienia zależy od temperatury i opadów. Kwiaty składają się z 4-działkowego kielicha, 4 żółtych płatków korony, 1 słupka, 4 pręcików.
OwocPodługowaty, wiśniowego koloru pestkowiec. Ma cierpki smak. Owoce derenia kojarzone są z wiśnią, czy śliwką ze względu na soczyste owoce, które też są pestkowcami o cierpko-kwaśnym, czasem słodko-kwaśnym smaku i specyficznym aromacie. Kształt owoców jest zależny od odmiany. Może być okrągły, owalny, podługowaty, gruszkowy, butelkowaty, wydłużony. Długość owocu waha się od 1–4 cm, a średnica wynosi około 2 cm. Barwa skórki może być od białej, żółtej, różowej, czerwonej, przez wiśniową do prawie czarnej. Masa owocu waha się od 1,2 g do 6 g a nawet do 10 g (odmiany ukraińskie). Miąższ jest cierpki, kwaśny przez dużą zawartość kwasów i garbników w stosunku do ilości cukru. Struktura miąższu jest gruzełkowata, soczysta. Pestka jest stosunkowo duża, wydłużona, mocno przylegająca do miąższu. Pestki derenia są bardzo twarde. Nasiona mogą stanowić 9-30% masy owoców.

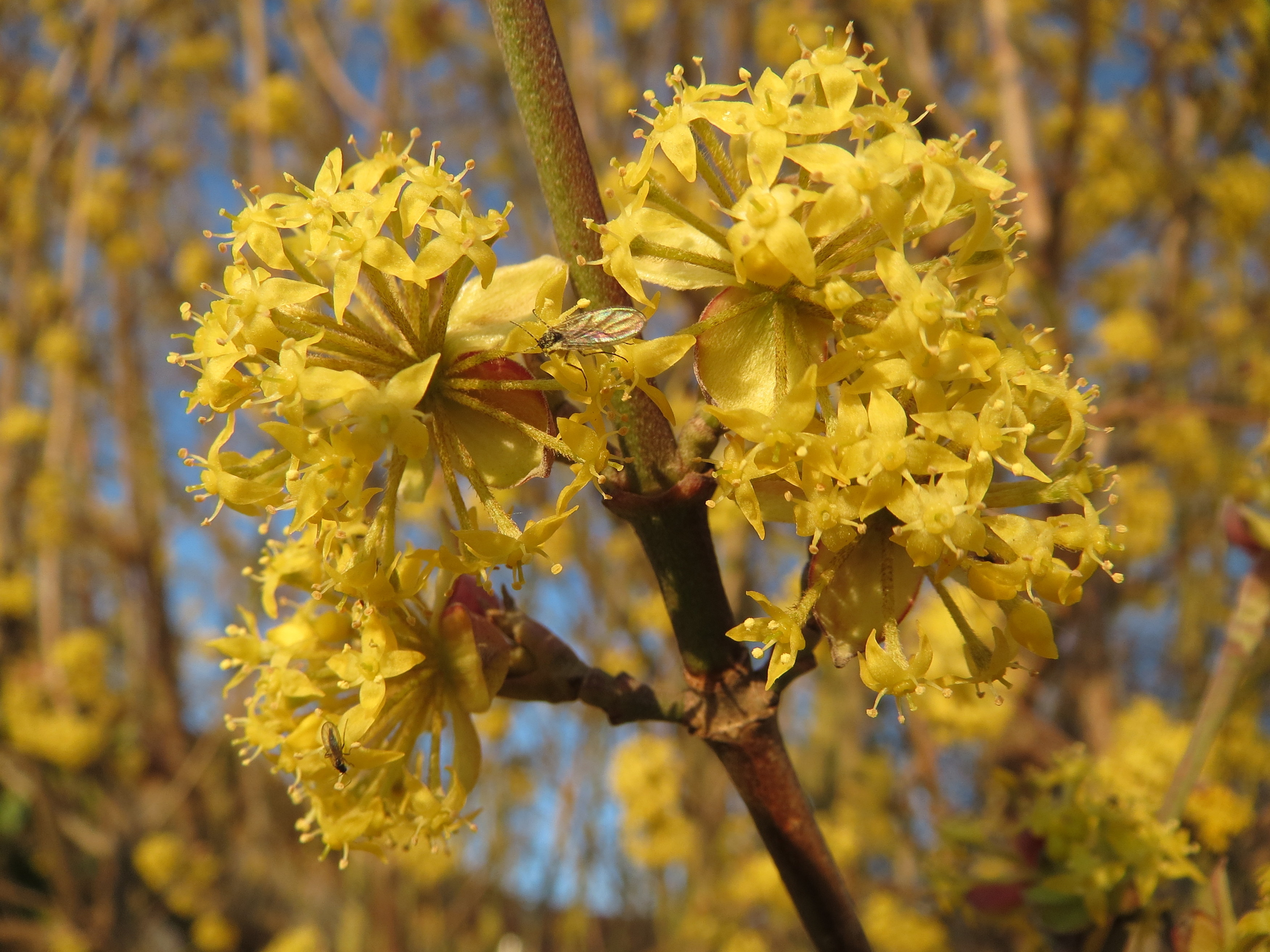
Kwiaty
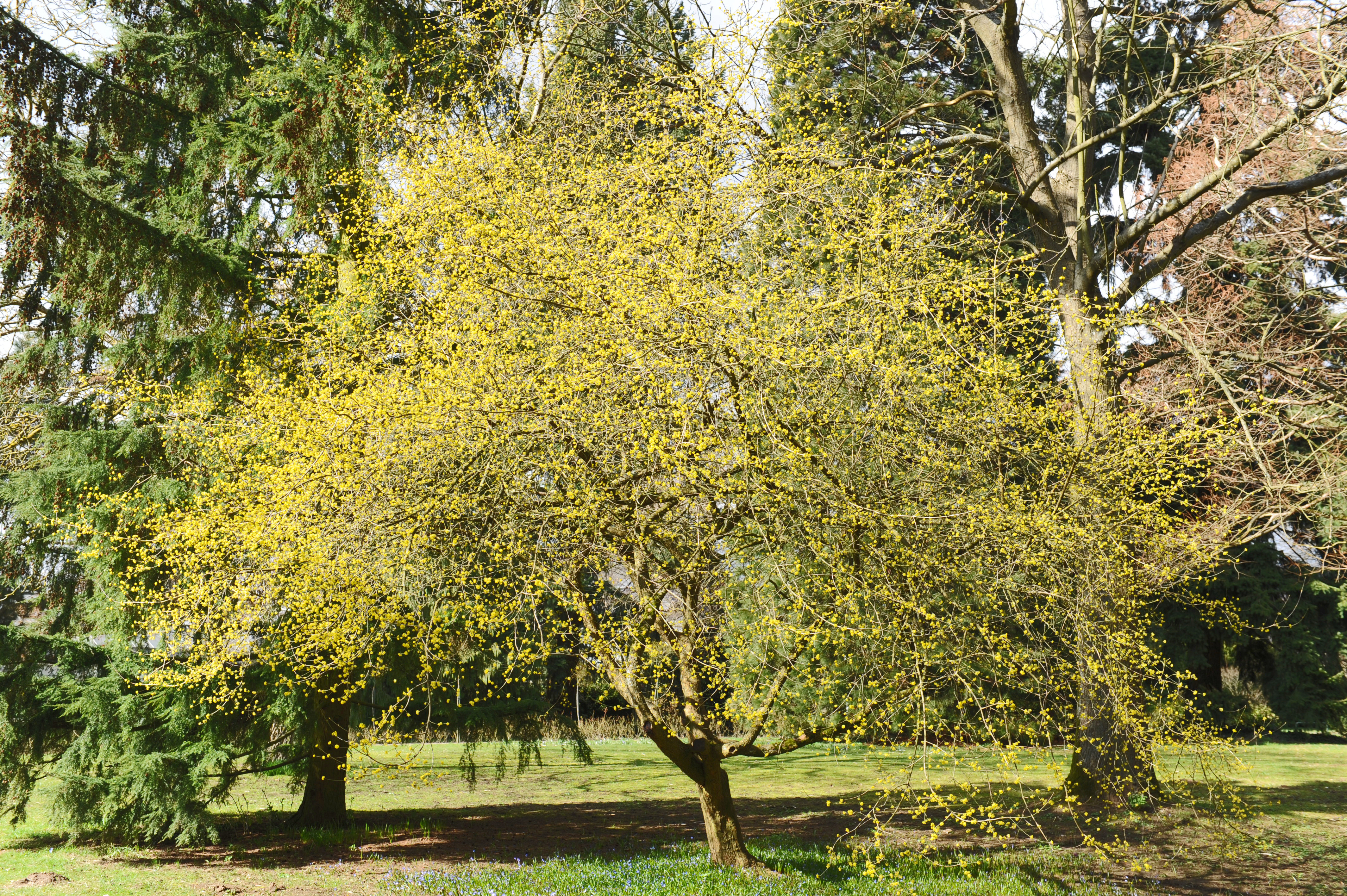
Roślina w pełni kwitnienia
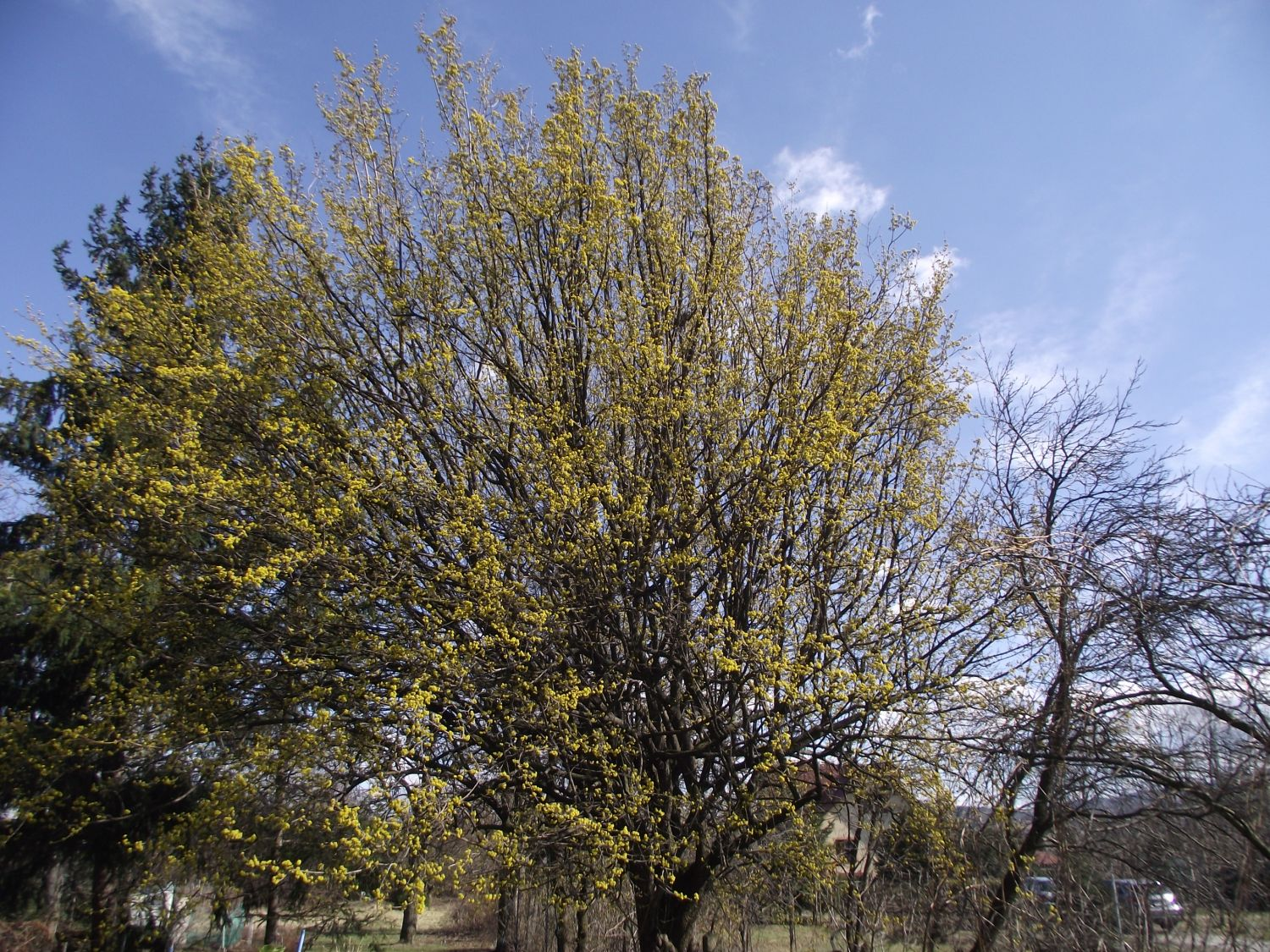
Drzewo 10 metrowej wysokości w Starym Sączu

## Biologia i ekologia
W swoim naturalnym środowisku rośnie zwłaszcza w zaroślach i na zalesionych stokach rejonów o łagodnym klimacie. Kwitnie przed rozwojem liści, od marca do kwietnia. Termin dojrzewania owoców uzależniony jest od odmiany – zazwyczaj od sierpnia (chociaż są już odmiany dojrzewające w połowie lipca) do października. Owoce dojrzewają nierównomiernie, a w pełni dojrzałe samoczynnie opadają. Zbiór może się rozciągać od 20 – 50 dni. Okres dojrzewania zależy od cech genetycznych roślin, ale także od warunków klimatycznych panujących w czasie sezonu wegetacyjnego.

## Zastosowanie

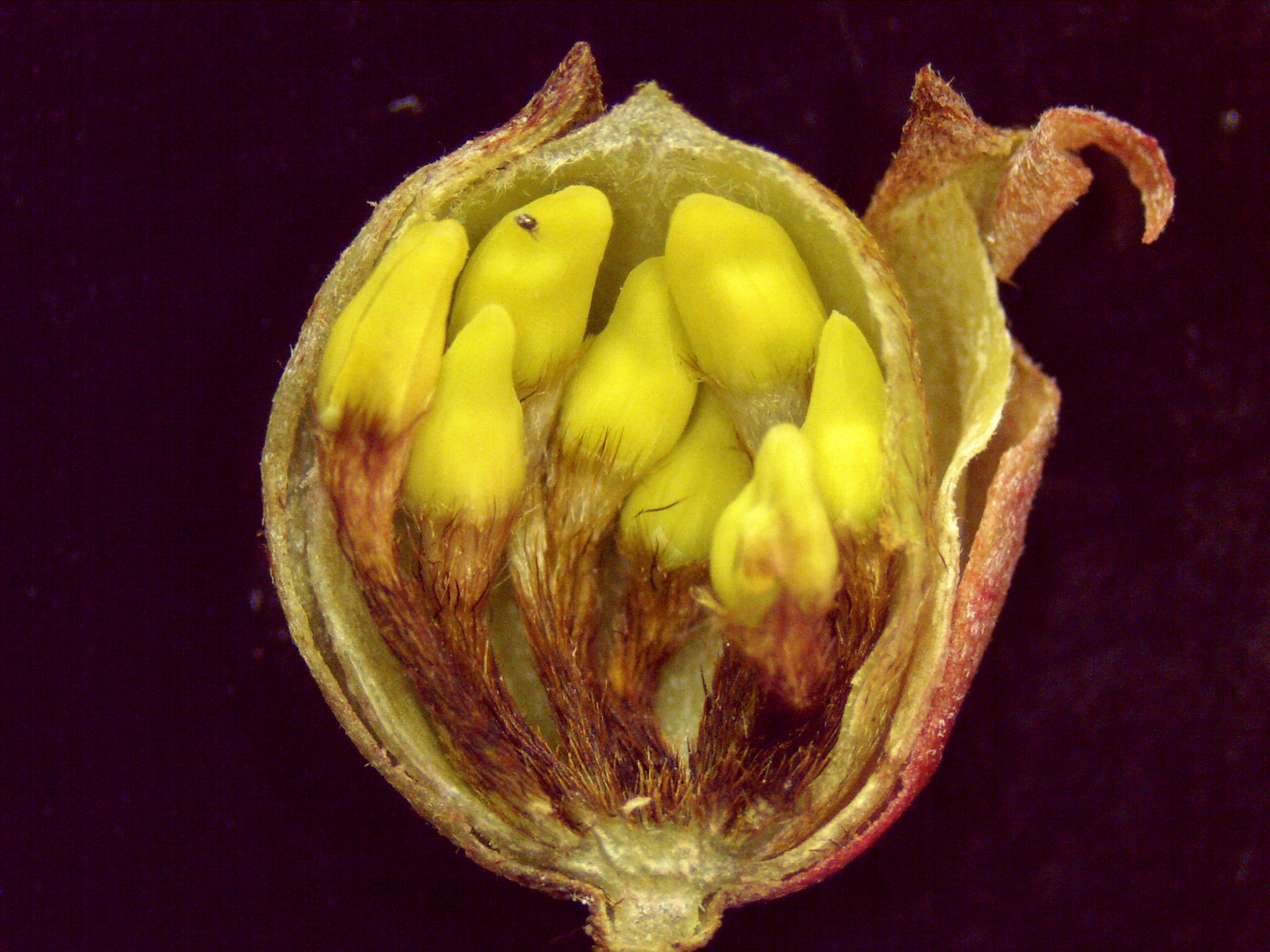
Kwiaty w pąku sfotografowane cyfrową techniką mikroskopową.

- Dereń jadalny uprawiany jest jako roślina ozdobna. Efektownie wygląda zwłaszcza w marcu i kwietniu kiedy kwitnie, a także na jesieni, kiedy pojawiają się jego owoce. Jest stosowany również na wysokie żywopłoty. Jest to krzew o skromnych wymaganiach, który dobrze się czuje na słońcu i w półcieniu, znosi gleby wapienne, susze i zanieczyszczone powietrze. W cieniu owocuje słabo i ma luźniejszy pokrój.
- Owoce są słodko-kwaśne, mocno cierpkie ze względu na duży udział tanin (2,5 g/100 g). Bogate są w polifenole, kwasy organiczne, witaminę C i antocyjany[9]. Nadają się na przetwory, np. marmoladę, dżem, nalewki (dereniówka), nadzienie do cukierków i wypalankę – na Słowacji zwaną drienkovica, a w Niemczech Dirndlbrand. Niedojrzałe owoce można także kisić w solance, otrzymując produkt bardzo podobny do oliwek[10].
- Z drewna wyrabiane były koła zębate, jest doskonałe do toczenia.
- Ma działanie antyseptyczne, pomaga zwłaszcza w utrzymaniu higieny jamy ustnej. Obłupana z kory gałązka kwitnącego derenia, pogryziona na końcu jest skutecznym środkiem do czyszczenia zębów[11].